# Rotomagus
Rotomagus ou Rothomagus est le nom gallo-romain de l'actuelle ville de Rouen, romanisation d'un ancien Ratomagos / Rotomagos. 

## Toponymie
Le toponyme procèderait des éléments celtiques  roto/rato de signification incertaine et magos marché,. La ville a été fondée sur la rive droite de la Seine durant le règne d’Auguste.

## Historique
Avant la fondation de Rotomagus, son ancêtre gaulois était la capitale des Véliocasses, Ratumacos. Comme beaucoup de villes gauloises, les archéologues auraient tendance à la situer sur une hauteur, avec l'hypothèse que la côte Sainte-Catherine pourrait être le cœur de cette ville.
Active au IIe siècle apr. J.-C., c’est au IIIe siècle apr. J.-C. que la ville romaine atteint son plus haut point de développement. On sait qu’un amphithéâtre romain de grande dimension et que de grands thermes y avaient été bâtis.
À partir du milieu du IIIe siècle, les invasions germaniques commencent et à l'époque du Bas-Empire (325-350), Rotomagus s'enferme derrière des remparts. La surface de la ville est considérablement réduite : elle passe à 18 ha. Pour Guy Le Hallé, la civitas de 100 ha s’enferme dans un espace de 23 ha.

## Description

### Les thermes
La première fouille archéologique est faite à Rouen en 1789 par un architecte, monsieur Torcy, à l'angle des rues des Fossés-Louis-VIII et des Carmes. M. Torcy reconnaît « des murailles et une construction fort ancienne ». En 1848, Achille Deville observe une salle à hypocauste sous les fondations de l'église Saint-Lô. P. Halbout, après les fouilles de Torcy, découvre une vaste salle de 15 × 28 mètres sur plan basilical.
C'est entre 1970 et 1979 que les thermes de la ville antique sont définitivement localisés sous l'îlot des Carmes, périmètre des rues des Fossés-Louis-VIII, des Carmes, Saint-Lô et Socrate. C'est l'opération archéologique de l'Espace du Palais conduite par l'archéologue de INRAP Xavier Peixoto entre 1991 et 1999 qui révèle l'existence d'une trame viaire, deux rues decumanes et un cardo (également rencontré lors du percement du tunnel Saint-Herbland en 1980) délimitant deux îlots rectangulaires dont celui de l'est accueille les thermes. L'insula mesure 84 × 86 mètres (environ 7 200 à 7 300 m2).
On identifie le caldarium, une piscine, une pièce de service et un apodyterium (vestiaire).

### L'amphithéâtre gallo-romain

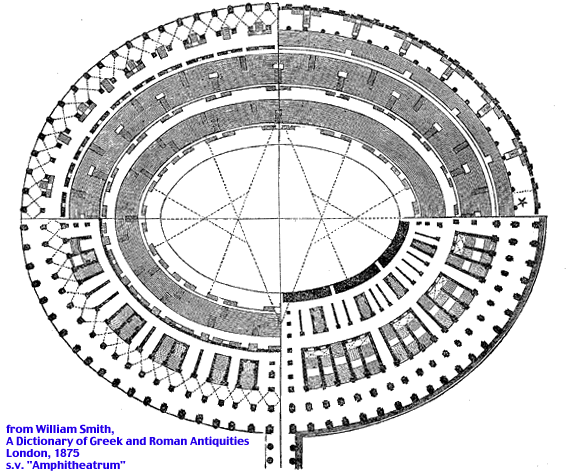
Plan d'un amphithéâtre romain.

Construit à la fin du IIe siècle, l'amphithéâtre est abandonné au IVe siècle, au moment où la ville du Bas-Empire se retranche à l'intérieur de remparts (il est encore partiellement en élévation en 1204 lorsque Philippe Auguste prend la ville). Il est recouvert par le château de Rouen au XIIIe siècle.
De forme elliptique, l'amphithéâtre semble comparable aux autres amphithéâtres gallo-romains par les dimensions et la capacité.

## Rotomagus dans la bande dessinée
Dans l'album de bande dessinée, Le Tour de Gaule d'Astérix,  René Goscinny et Albert Uderzo, les deux héros, Astérix et Obélix, font étape à Rotomagus.